# Pelourinho de Podentes
O Pelourinho de Podentes é um pelourinho situado na freguesia de Podentes, no município de Penela, distrito de Coimbra, em Portugal.
Está classificado como Imóvel de Interesse Público desde 1933.